# Amministrazione digitale
L'amministrazione digitale o e-government (a volte anche governo elettronico o e-gov) è il sistema di gestione digitalizzata della pubblica amministrazione, il quale - unitamente ad azioni di cambiamento organizzativo - consente di trattare la documentazione e di gestire i procedimenti con sistemi informatici, grazie all'uso delle tecnologie dell'informazione e della comunicazione (TIC), allo scopo di ottimizzare il lavoro degli enti e di offrire agli utenti (cittadini ed imprese) sia servizi più rapidi, che nuovi servizi, attraverso - ad esempio - i siti web delle amministrazioni interessate. Con specifico riferimento alla gestione del procedimento telematico e come sportello unico telematico è definita teleamministrazione.

## Caratteristiche
Un sistema aziendale di azione digitale comprende l'insieme delle attività amministrative che si svolgono tramite le tecnologie informatiche e la rete Internet al fine di perseguire gli obiettivi di efficacia, efficienza, economicità, trasparenza e democraticità nell'erogazione dei servizi pubblici e nello svolgimento dei procedimenti amministrativi.
I modelli di erogazione sono individuati in base ai flussi di informazione interessati, e si possono distinguere in:
- dall'Amministrazione al Cittadino o dall'Amministrazione al Consumatore (G2C),
- dall'Amministrazione all'Impresa (G2B),
- e da Amministrazione ad Amministrazione (G2G).

I maggiori benefici dell'e-government includono il miglioramento dell'efficienza, economicità, e migliore accessibilità ai servizi pubblici.
In paesi come il Regno Unito c'è un interesse nell'uso dell'amministrazione elettronica per riagganciare i cittadini ai procedimenti politici. In particolare, questa ha preso la forma di esperimenti col voto elettronico, volti ad aumentare l'affluenza ai seggi rendendo il voto più facile. La Commissione Elettorale del Regno Unito ha intrapreso molti programmi sperimentali anche se è stata espressa preoccupazione circa le potenziali frodi nell'utilizzo di alcuni metodi di voto elettronico.

## Tecnologie
Anche se l'E-Government è spesso pensato come "amministrazione on-line" o "amministrazione basata su Internet", molte tecnologie di amministrazione elettronica non basate su Internet possono essere inserite in questo contesto: telefono, fax, palmare, SMS, MMS e 3G, GPRS, WiFi, Wimax e Bluetooth.
Altre tecnologie possono includere CCTV, sistemi di tracciamento, RFID, identificazione biometrica, organizzazione del traffico stradale, applicazione dei regolamenti, carte d'identità, smart card, o altre applicazioni del tipo NFC; tecnologie presso i seggi elettorali (in cui sono incluse il voto elettronico non on-line), servizi amministrativi di erogazione radio-televisiva, e-mail, strutture di comunità on-line, newsgroups (gruppi di discussione), mailing-list elettroniche, chat on-line e tecnologie per la messaggeria istantanea. Ci sono anche alcune tecnologie specifiche di e-government come m-government (mobile government), u-government (ubiquitous government) e g-government (applicazioni GIS/GPS per l'amministrazione elettronica).

### Sicurezza
Se da un lato l'introduzione della tecnologia può portare dei benefici concreti all'attività amministrativa, quali l'interoperabilità, la sburocratizzazione delle procedure, la riduzione degli sprechi (quindi maggiore efficienza), ecc., dall'altro l'implementazione di reti, e altre tecnologie analoghe, può comportare problemi dal punto di vista della sicurezza. Per evitare accessi indesiderati alle informazioni è quindi utile adottare forme di protezione del sistema attraverso l'utilizzo di password, oppure identificando in maniera univoca l'utente che invia o accede alle informazioni attraverso la firma digitale.
Un importante concetto nell'ambito delle applicazioni per l'e-government e della cooperazione applicativa è quello della porta di dominio.

### Controversie
Ci sono molte considerazioni e potenziali implicazioni nello sviluppo e nella configurazione dell'amministrazione elettronica, che include la disintermediazione dell'amministrazione e i suoi cittadini, impatti sui fattori economici, sociali e politici e la turbativa dello status quo in queste aree.
Le amministrazioni potrebbero avere la necessità di considerare l'impatto sul sesso, età, capacità di linguaggio e diversità culturali, oltre all'effetto sull'alfabetizzazione, sulla capacità di calcolo, sugli standard educativi e sull'istruzione nell'ambito delle tecnologie informative (IT). Le preoccupazioni economiche includono il divario digitale, ovvero l'effetto sulla struttura della società e sul potenziale impatto sul reddito, del mancato utilizzo, non disponibilità o non accessibilità dell'amministrazione elettronica, o di altre risorse digitali.
Le problematiche relative alle entrate da reddito ed erariali includono gli effetti dell'amministrazione elettronica su tasse, debito, prodotto interno lordo, commercio e scambio, corporate governance, e i suoi effetti su professioni, industrie e commerci non basati sull'amministrazione digitale, come per esempio Internet Service Providers e infrastrutture Internet.
Da un punto di vista tecnologico, l'implementazione dell'amministrazione elettronica impatta sulle concessioni elettroniche, interoperabilità (per esempio e-GIF) e questioni di semantica del web, “legacy technology” (la coesistenza, o la sostituzione completa, del pre-e-government con sistemi di e-government), e implicazioni nelle scelte dei software (fra software open source e proprietari e fra linguaggi di programmazione), così come il blogging politico specialmente da parte del legislatore.
Ci sono anche altre questioni di organizzazione relative all'integrazione dei servizi, alle amministrazioni digitali locali e autorità internet che includono ICANN, IETF e W3C, e considerazioni di ordine finanziario, come il costo dell'implementazione/effetto sui budget esistenti, gli effetti sugli obiettivi di governo e sui finanziamenti.
Le implicazioni di ordine legale includono la libertà di informazione e diritto alla riservatezza (esempio: UK Data Protection Act).

## e-government in Italia
Nel sistema amministrativo italiano, disciplinato dalle regole del procedimento, l'aspetto più rilevante dell'amministrazione digitale riguarda il procedimento telematico, che agli inizi degli anni '90 fu denominato Teleamministrazione, impostata nella ricerca scientifica sulla base di presupposti, cardine e regole che dopo circa 4 lustri hanno poi trovato attuazione nel Codice dell'Amministrazione Digitale, CAD: d. lgs. 7 marzo 2005, n. 82, non tanto nella sua formulazione originaria (entrata in vigore il 1º gennaio 2006), quanto e soprattutto nelle sue rilevanti modifiche ad opera del d. Lgs. 30 dicembre 2010, n. 235. L'innovazione dell'amministrazione digitale, del procedimento telematico e della teleamministrazione hanno come presupposto indefettibile il valore giuridico del documento in forma elettronica, quale originale e non copia del documento cartaceo, come era invece nella più vecchia informatica amministrativa "parallela", ossia affiancante un procedimento tradizionale necessariamente cartaceo.
Nel Codice sono disciplinate numerose fattispecie che, in taluni casi, esulano dal carattere pubblicistico che connota detto testo normativo. Basti pensare alla disciplina del documento informatico e della firma digitale, che trova applicazione anche nei rapporti fra soggetti privati e non solo nell'ambito dei rapporti fra privati e pubblica amministrazione o fra pubbliche amministrazioni.
Anche la pubblica amministrazione locale può usufruire dei servizi e-government creati dalla Pubblica Amministrazione Centrale per dare accesso alle banche dati in suo possesso e per svolgere attività gestionali e di servizio. I principali servizi offerti dalla PAC alle PAL sono:
- la banca dati e i servizi dell'Anagrafe tributaria tramite il SIATEL
- la banca dati e i servizi dell'Agenzia del territorio tramite il SISTer
- i servizi delle Camere di commercio con InfoCamere e Telemaco
- i servizi di acquisti telematici di Consip, tra cui spicca il Mercato elettronico della Pubblica Amministrazione

### Amministrazione digitale tra PAC e piccole imprese
I programmi di e-government, verso le piccole e medie imprese, modernizzano le procedure degli adempimenti riducendo i tempi della burocrazia. L'obiettivo è creare un canale preferenziale di contatto tra lo Stato e il cittadino attraverso internet. Ad esempio: la compilazione della dichiarazione dei redditi (Unico, Iva, 770) avviene con invio telematico attraverso l'utilizzo di particolari software.
I servizi on-line disponibili per le piccole e medie imprese sono:
- Apertura ed esercizio d'impresa
- Fiscalità
- Sportelli unici per le imprese
- Risorse umane

L'e-government per le imprese si indica tramite il cosiddetto G2B, ovvero il Government to Business, una stretta connessione tra imprese e Pubblica Amministrazione. Una connessione che riguarda gli aspetti fiscali, economici, legislativi, ambientali che toccano da vicino le attività produttive.
La Pubblica Amministrazione si avvicina al mondo delle imprese anche tramite un portale nazionale per le imprese:  impresa.gov.it. che riunisce tutti i servizi on-line forniti dalla Pubblica Amministrazione, per il mondo delle imprese, il commercio. Molti sono gli studi sugli sviluppi dell'e-government ed in generale sull'andamento dei servizi on-line e per l'e-democracy in Italia e nel mondo. Nel nostro paese, in particolare il CENSIS pubblica regolarmente una classifica basata su uno studio approfondito dei siti web delle P.A. locali basato su indici ed indicatori standardizzati e riconosciuti dalla comunità scientifica. Sul piano delle formazione permanente dei dirigenti e quadri della P.A. responsabili dello sviluppo dei portali e dei servizi per l'e-government uno studio transnazionale basato su questionari strutturati è stato co-finanziato dall'UE nel quadro dei progetti "Leonardo"; il documento finale che approfondisce il tema delle competenze necessarie per lo sviluppo dell'e-gov nelle organizzazioni pubbliche e private è visibile nella rubrica documenti del portale dedicato alla formazione in videoconferenza
Il Portale per i Servizi integrati alle imprese si presenta come uno sportello telematico, tramite il quale è attualmente possibile compilare la modulistica per svolgere i diversi obblighi amministrativi, senza doversi recare agli sportelli tradizionali. Dopo aver effettuato la richiesta di certificazione o documentazione, si ottiene una ricevuta di avvenuta consegna con il corrispondente numero di protocollo, da utilizzare per controllare lo stato di avanzamento della pratica.
Gli enti che erogano alcuni servizi: Camere di Commercio, l'INPS, l'INAIL.
Lo sviluppo dell'e-government, sia a livello centrale, per quanto riguarda i servizi tributari, sia a livello locale, nel supporto allo sviluppo delle imprese, è in continua crescita.
Le imprese possono richiedere il rilascio di autorizzazioni di tipo sanitario, commerciale, edilizio, artigianale, di servizi. Pagare on-line (con smart card o carte di credito) anche i servizi per le imprese o quelli generici, le sanzioni. Per permettere lo svolgimento delle pratiche on-line si può apporre la firma digitale.

### App IO
L'app IO è un'applicazione gratuita per terminali mobili lanciata nell'ottobre 2020 dal Ministero della Funzione Pubblica. Essa consente di ricevere notifiche messaggi da parte delle amministrazioni centrali relative al pagamento di tasse, imposte, multe, certificati e documenti di identità, rinnovi o integrazioni necessarie per l'espletamento di pratiche amministrative. È integrata col circuito PagoPA per l'effettuazione dei relativi pagamenti.
Inoltre, ha trovato anche impiego per movimenti in accredito mediante il bonus vacanze ed il servizio di cashback, associando un conto corrente tecnico al codice identificativo personale univoco dei cittadini beneficiari, ad uso interno della pubblica amministrazione (es. con il codice SPID).
L'app permette anche di visualizzare la Certificazione Verde per il Covid-19.

### Anagrafe Nazionale della Popolazione Residente
L'Anagrafe Nazionale della Popolazione Residente (ANPR) prevedeva il quattordici diverse tipologie di certificati (anagrafico di nascita; anagrafico di matrimonio; di cittadinanza; di esistenza in vita; di residenza; di residenza AIRE; di stato civile; di stato di famiglia; di residenza in convivenza; di stato di famiglia AIRE; di stato di famiglia con rapporti di parentela; di stato libero; anagrafico di unione civile; di contratto di convivenza). Il garante della privacy ha limitato la possibilità di chiunque di richiedere questi certificati, prevedendo un'eccezione per l'attività degli avvocati.